# Molophilus (Austromolophilus) tenuior
Molophilus (Austromolophilus) tenuior is een tweevleugelige uit de familie steltmuggen (Limoniidae). De soort komt voor in het Australaziatisch gebied.